# Флаг Шкотовского района
Флаг Шко́товского муниципального района Приморского края Российской Федерации.
Флаг утверждён 26 сентября 2006 года и внесён в Государственный геральдический регистр Российской Федерации с присвоением регистрационного номера 2621.

## Описание флага
Флаг Шкотовского района представляет собой прямоугольное полотнище с отношением ширины к длине 2:3, состоящее из красной и голубой горизонтальной полосы, шириной в соотношении 5:2. В середине красной полосы три кедровые шишки с побегами, а в середине голубой части — рыба; все фигуры выполнены в жёлто-оранжевых цветах.

## Обоснование символики
Флаг символизирует историко-географические и экономико-политические особенности Шкотовского района.
В Шкотовском районе расположена значительная часть Уссурийского заповедника. Одно из его богатств — крупный массив кедрово-широколиственных лесов. Особое место среди многих представителей флоры этих лесов занимает корейский кедр, обеспечивающий питанием животный мир тайги. Для многих коренных жителей Сибири и Приамурья кедр наравне с лиственницей является священным деревом. Кедровая ветка с шишками символизирует богатство природы Приморского края, связь человека с природой, прошлого с настоящим.
Расположенный на берегу Уссурийского залива Шкотовский муниципальный район богат рыбными запасами, имеющими промышленное значение. В бухтах и реках района водится терпуг, камбала, навага, корюшка, треска, минтай, кукумария, гребешок и другие виды рыб и морепродуктов. Все они символически представлены изображением рыбы.
Фигуры изображены жёлтым цветом, что символически отражает богатство здешних мест не только лесами и водными просторами, но и природными ресурсами в виде залежей редких металлов (германия), углей (бурого и каменного) и золота.
Но главное богатство района — люди, которые своим трудом приумножили эти богатства, а своей самоотверженностью отстояли эту землю от посягательств интервентов в годы Гражданской войны и на фронтах Отечественной войны, что символически отражено на флаге красным цветом. Красный цвет — символ мужества, решимости, трудолюбия, жизнеутверждающей силы и красоты.
Жёлтый цвет является символом власти, постоянства, уважения, великодушия.
Голубой — символизирует все водные ресурсы района (Уссурийский залив, реки и водохранилища). Голубой цвет также символизирует честь, преданность, истину и добродетели.